# Берёзовка (нижний приток Камы)
Берёзовка — река в Калтасинском и Краснокамском районах Башкортостана, Россия. Левый приток Камы. Длина реки составляет 43 км.

## География
Река берёт начало на восточной окраине деревни Красный Яр Калтасинского района в небольшом лесном массиве. Протекает сначала на запад до деревни Кангулово, затем поворачивает на юго-запад до деревни Енактаево. После река поворачивает на северо-запад до села Ташкиново, где на небольшом расстоянии течёт в западном направлении. В нижнем течении течёт в северо-западном направлении. Впадает в Каму на территории села Николо-Берёзовка в 232 км от устья. Верхнее, нижнее и местами среднее течения заболочены. В нижнем течении проходит через лесные массивы. На участке от Енактаево до Ташкиново протекает по узкой долине с крутыми берегами. Принимает несколько мелких притоков, крупнейшими из которых являются правый Маринка и левый Полуденка.
На реке расположены населённые пункты:
- Калтасинский район — Красный Яр, Кангулово;
- Краснокамский район — Кариево, Енактаево, Николо-Берёзовка;
- городской округ Нефтекамск — Якимково, Крым-Сараево (участок между д. Енактаево и Николо-Берёзовка).

В деревнях Красный Яр, Кангулово и Такшиново созданы пруды, в деревнях Кариево и Ташкиново построены автомобильные мосты.
Система водного объекта: Кама → Волга → Каспийское море.

## История
Известно что раньше река называлась Илдиан и на ней стоял Илдианский железоделательный завод Красильниковых.

## Данные водного реестра
По данным государственного водного реестра России относится к Камскому бассейновому округу, водохозяйственный участок реки — Кама от Воткинского гидроузла до Нижнекамского гидроузла, без рек Буй (от истока до Кармановского гидроузла), Иж, Ик и Белая, речной подбассейн реки — бассейны притоков Камы до впадения Белой. Речной бассейн реки — Кама.
Код объекта в государственном водном реестре — 10010101412111100016646.

## Топографические карты
- Лист карты O-40-133. Масштаб: 1 : 100 000. Состояние местности на 1982 год. Издание 1983 г.